# May Allison (friidrottare)
May Allison, född 29 oktober 1964, är en friidrottare från Kanada. Hon deltog vid olympiska sommarspelen 1996.